# Millennium Seed Bank Project

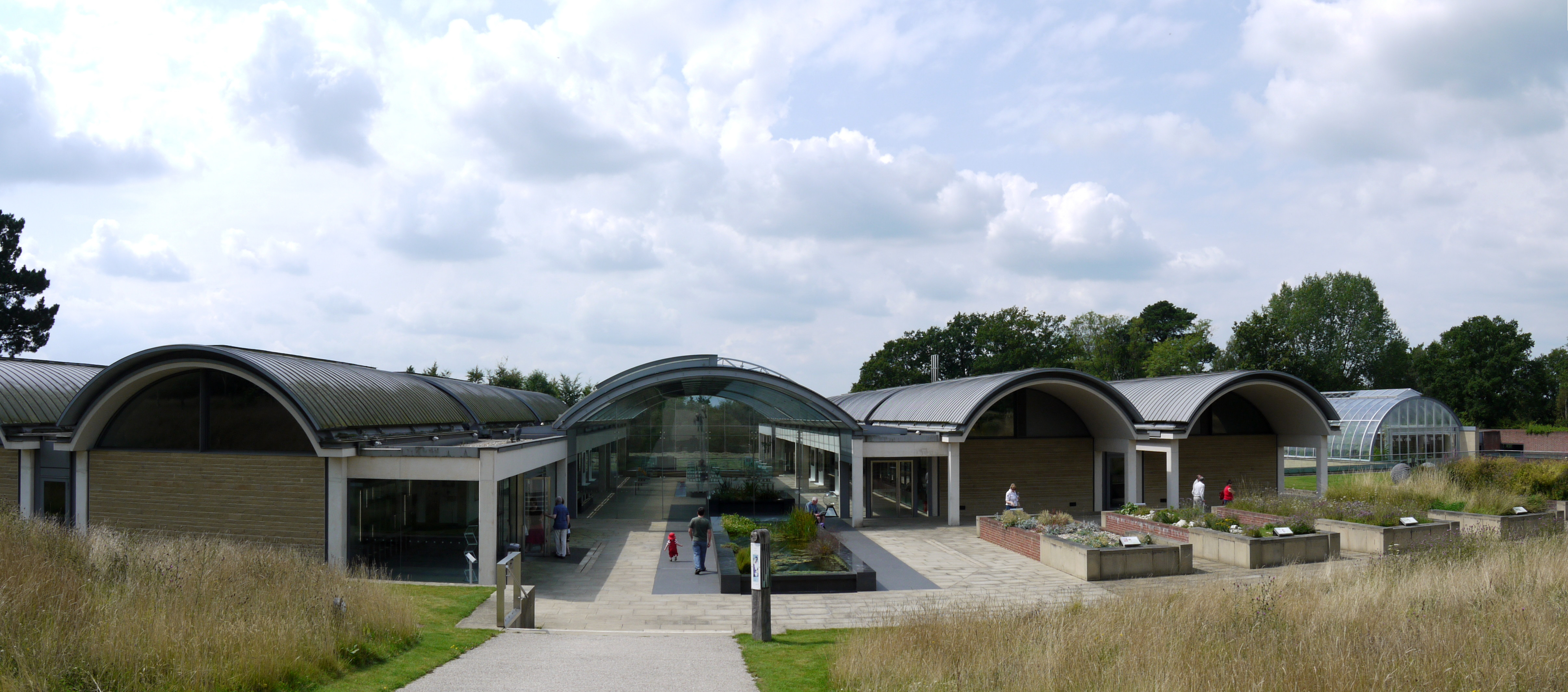
Gebouw van de Millennium Seed Bank

Het Millennium Seed Bank Project (MSBP) is een internationaal samenwerkingsproject op initiatief van de Royal Botanic Gardens, Kew, dat in 2000 is gelanceerd. Het is het grootste ex-situbeschermingsproject dat ooit is uitgevoerd. Het project dient als aanvulling op in-situbeschermingsprogramma's.
De aanvankelijke doelstelling was dat de deelnemende instituten aan het project aan het begin van 2010 zaden van 10% van de wilde zaadplantensoorten in de wereld in zaadbanken zouden hebben opgeslagen. Deze 10% omvat 24.000 soorten van over de hele wereld, waaronder alle zaadplanten uit het Verenigd Koninkrijk. De Royal Botanic Gardens, Kew maakte op 15 oktober 2009 bekend dat deze doelstelling is gehaald. De nieuwe doelstelling werd gesteld op 25% van de zaden van wilde zaadplantensoorten in 2020.
Bij de opgeslagen zaden gaat het om de zeldzaamste, meest bedreigde en voor de mens meest bruikbare plantensoorten. Zeldzame en bedreigde planten blijven behouden door de opslag van hun zaden als deze plantensoorten in het wild zouden uitsterven door vernietiging van habitats door menselijke activiteiten, klimaatveranderingen, illegale handel in planten, overexploitatie van planten en bedreiging door invasieve soorten. Andere voordelen van de opslag van zaden, zijn onder meer het behoud van nutsgewassen als planten die dienen als voedselgewas en/of bouwmateriaal in plattelandsgemeenschappen, het behoud van medicinale planten en het behoud van gewassen die resistent zijn tegen ziekten. Er wordt geprobeerd om zaadmateriaal van goede kwaliteit en genetische diversiteit op te slaan.

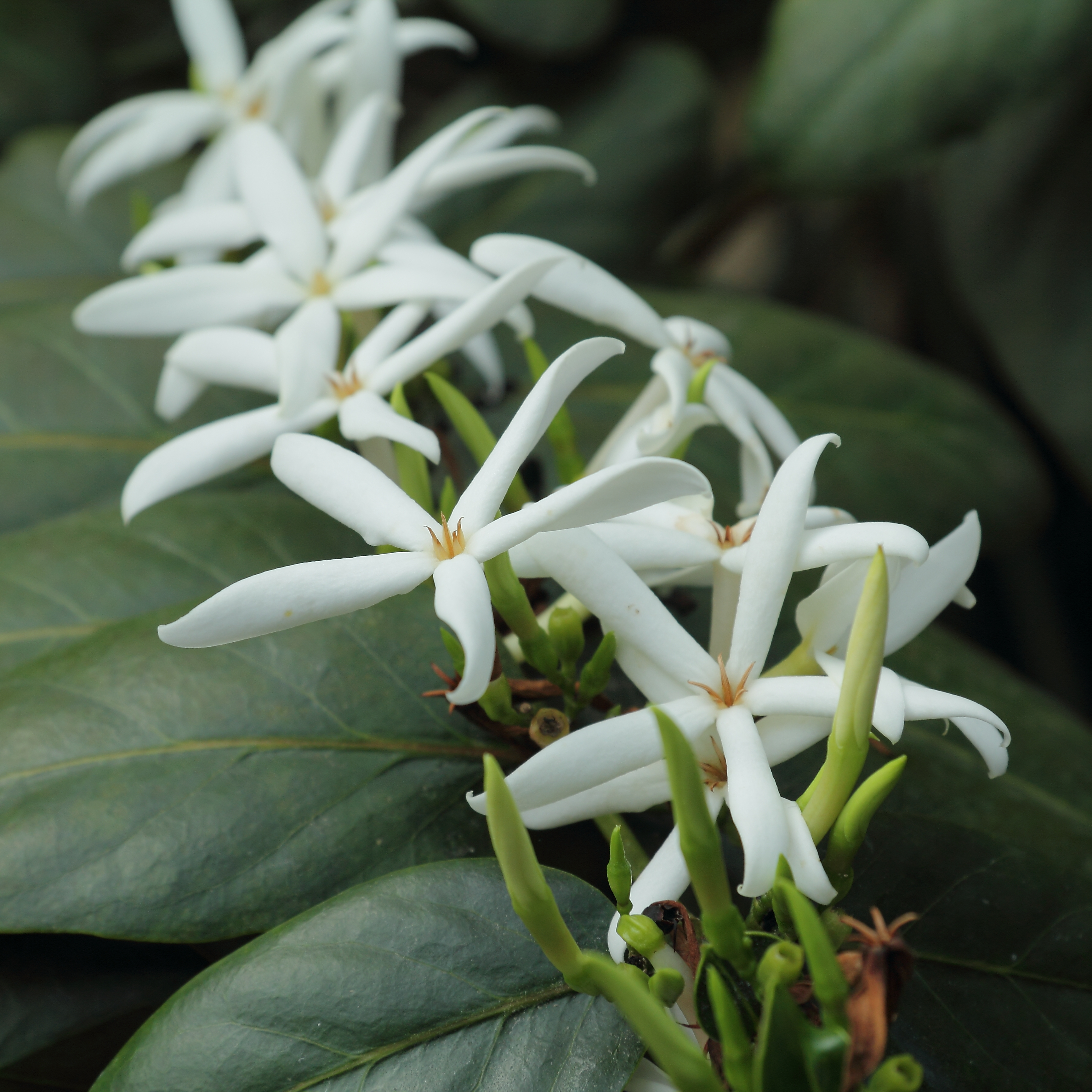
De in Kew Gardens gehouden Ramosmania rodriguesii is een van de ernstig bedreigde plantsoorten waarvan de zaden zijn opgeslagen

Door het bewaren van zaden, blijven planten behouden voor wetenschappelijk onderzoek. Tevens kunnen in het wild uitgestorven planten vanuit zaad worden opgekweekt en vervolgens geherintroduceerd worden in het wild.
Organisaties in meerdere landen werken mee aan het project. Ook bestaan er partnerprojecten in deze landen. Deze projecten zijn erop gericht om naast het verzamelen en de opslag van zaden, onderzoek te doen naar planten en bij te dragen aan het behoud van de biodiversiteit. Hierdoor kunnen de projecten in hun landen helpen internationale doelstellingen te halen zoals Global Strategy for Plant Conservation en de millenniumdoelstellingen. In alle gevallen worden zaden opgeslagen in zaadbanken in het land van oorsprong en worden er zaden van de betreffende soorten verzonden naar de Millennium Seed Bank in het Verenigd Koninkrijk.
De Millennium Seed Bank is gevestigd in het in 2000 geopende Wellcome Trust Millennium Building in Wakehurst Place (Sussex). De zaden zijn er opgeslagen in ondergrondse opslagplaatsen. Tevens zijn er in dit gebouw onderzoeks- en kweekfaciliteiten. Ook is er een tentoonstelling over het verzamelen van zaden in het wild en de werking van een zaadbank gevestigd. Buiten het gebouw zijn er plantenbedden die bedreigde habitats van het Verenigde Koninkrijk nabootsen.
De Millennium Seed Bank werkt mee aan Seeds of Success, een natuurbeschermingsproject dat is gericht op het verzamelen en bewaren van zaden van planten uit de Verenigde Staten.

## Referentie
1. ↑  Kew's Millennium Seed Bank partnership 'top banana' as it celebrates banking 10% of the world's wild plant species(15 oktober 2009)